# Привілля
Приві́лля (колишні назви: село Асесорське — 1695 р., поселення П'ята рота — 1753 р. поселення Привільне — 1778 р.) — місто в Україні, у Лисичанській міській громаді Сіверськодонецького району Луганської області.

## Географія
Місто розташоване на крутих схилах правого берега річки Сіверський Донець.

## Економіка
Видобуток кам'яного вугілля (Шахта «Привільнянська» та «Шахта імені М. М. Капустіна» «Лисичанськвугілля»). Збагачувальна фабрика.
- На території селища працювали шахти: «Корунд» (1912—1925 р.р.), на цьому ж місці шахта ім. 1-го травня (1931—1941 р.р.), шахта ім. Артема (1924—1941 р.р.), Томашевська-Північна (1960-19?? р.р.)[6].

## Транспорт
Існує регулярне автобусне сполучення з містом обласного значення Лисичанськом.

## Пам'ятки
«Привільнянський плацдарм» — меморіальний комплекс загиблим під час Другої світової війни. Відкритий у 2010 році.

## Історія
У XVIII сторіччі на місці селища існував зимівник Кальміуської паланки Війська Запорозького Низового що згадується як «Займище Асесорське на Донці» від 1695 року.

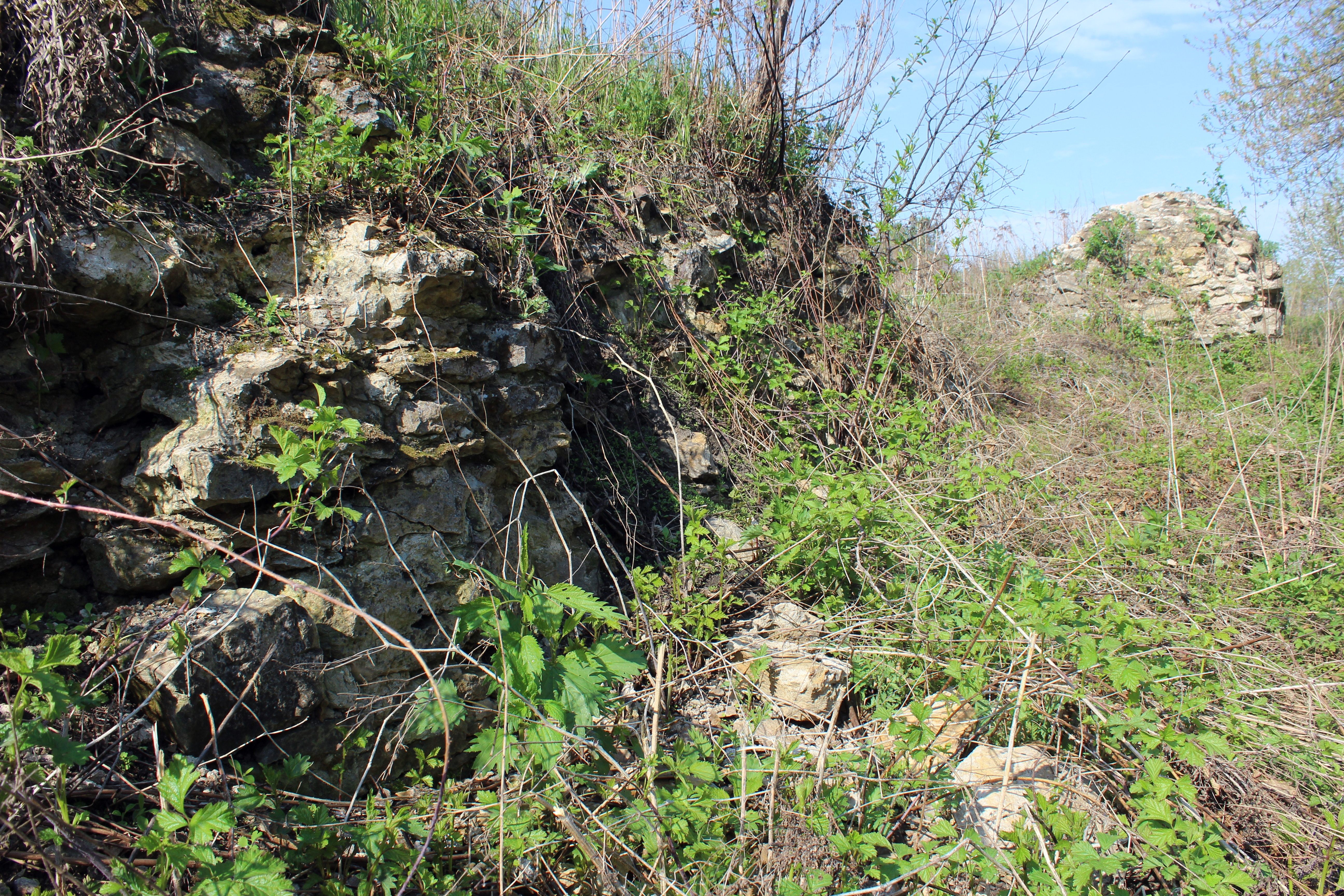
Залишки річкового млина на 12 поставів

29 березня, 1 квітня й 29 травня 1753 р. російський сенат видав укази про поселення на вільних територіях на правому березі Дінця між річками Бахмуткою й Луганню сербів, болгар, угорців й інших вихідців з Балканських країн православного сповідання, що втекли з-під турецького ярма й перебували на території Австрії. Поселенці були об'єднані в роти, з них сформували два гусарських полки, що носили назви по іменах їхніх командирів — Йована Шевича й Райко Депрерадовича, а адміністративно-територіальна військова одиниця названа Слов'яносербією.
Через їхню нечисленність, у 1764 році обидва полки були об'єднані в один, котрий одержав назву Бахмутського гусарського, із загальною нумерацією рот. Усього їх було 16.
На місці поселення роти створювали польові укріплення — шанці. Військовослужбовці одержували землю, яку повинні були обробляти. Нові поселення, що виникли на базі військових підрозділів, згодом одержали власні найменування. Поселення 5-ї роти стало іменуватися Привільним.
Військові селяни вели своє господарство та захищали кордони держави від походів кримських татар. Після анексії в 1783 році Криму Росією небезпека минула, і військові поселення були переведені на положення казенних селян.
Офіцерів гусарських рот царський уряд наділив вільними землями, які були поблизу військових поселень. Нові власники вели своє господарство на кріпосницькій основі, прагнучи залучити сюди й закріпити за собою робочу силу.
За даними на 1859 рік:
- у казенному селі Привільне (5-а рота) Бахмутського повіту Катеринославської губернії мешкало 320 осіб (155 чоловічої статі та 165 — жіночої), налічувалось 31 дворове господарство, існувала православна церква[8].
- у казенному сільці Привільне (5-а рота) мешкало 204 особи (105 чоловічої статі та 99 — жіночої), налічувалось 21 дворове господарство[9].

Станом на 1886 рік у колишньому державному (казеному) селі Привільне Рубежівської волості мешкало 843 особи, налічувалось 167 дворових господарств, існували православна церква й лавка.
За переписом 1897 року кількість мешканців зросла до 986 осіб (461 чоловічої статі та 525 — жіночої), з яких 970 — православної віри.
У 1908 році в селі Привільне II Лисичанської волості мешкало 1090 осіб (558 чоловічої статі та 532 — жіночої), налічувалось 165 дворових господарства.

### Російсько-українська війна (з 2014)
23 липня 2014 під час наступу українських підрозділів, залучених до АТО, Привілля було звільнено від загонів російських бойовиків.

#### Повномасштабна фаза (з 2022)
1 липня 2022 року місто було окуповане російськими загарбниками.

## Населення

### Національний склад
Національний склад населення за даними перепису 2001 року:
| Національність  | Відсоток |
| --------------- | -------- |
| українці        | 71,05%   |
| росіяни         | 26,09%   |
| білоруси        | 1,48%    |
| татари          | 0,28%    |
| молдовани       | 0,19%    |
| поляки          | 0,14%    |
| вірмени         | 0,12%    |
| інші/не вказали | 0,65%    |

### Мовний склад
Рідна мова населення за даними перепису 2001 року:
| Мова            | Чисельність, осіб | Доля   |
| --------------- | ----------------- | ------ |
| Українська      | 4 605             | 50,71% |
| Російська       | 4 424             | 48,72% |
| Білоруська      | 20                | 0,22%  |
| Вірменська      | 9                 | 0,10%  |
| Румунська       | 1                 | 0,01%  |
| Інші/Не вказали | 22                | 0,24%  |
| Разом           | 9 081             | 100%   |

## Постаті
- Денисов Дмитро Миколайович (1973—2014) — майор Збройних сил України, учасник російсько-української війни.
- Федосов Андрій Миколайович (1996—2022) — старший лейтенант Збройних сил України, учасник російсько-української війни, Герой України (посмертно).

## Світлини

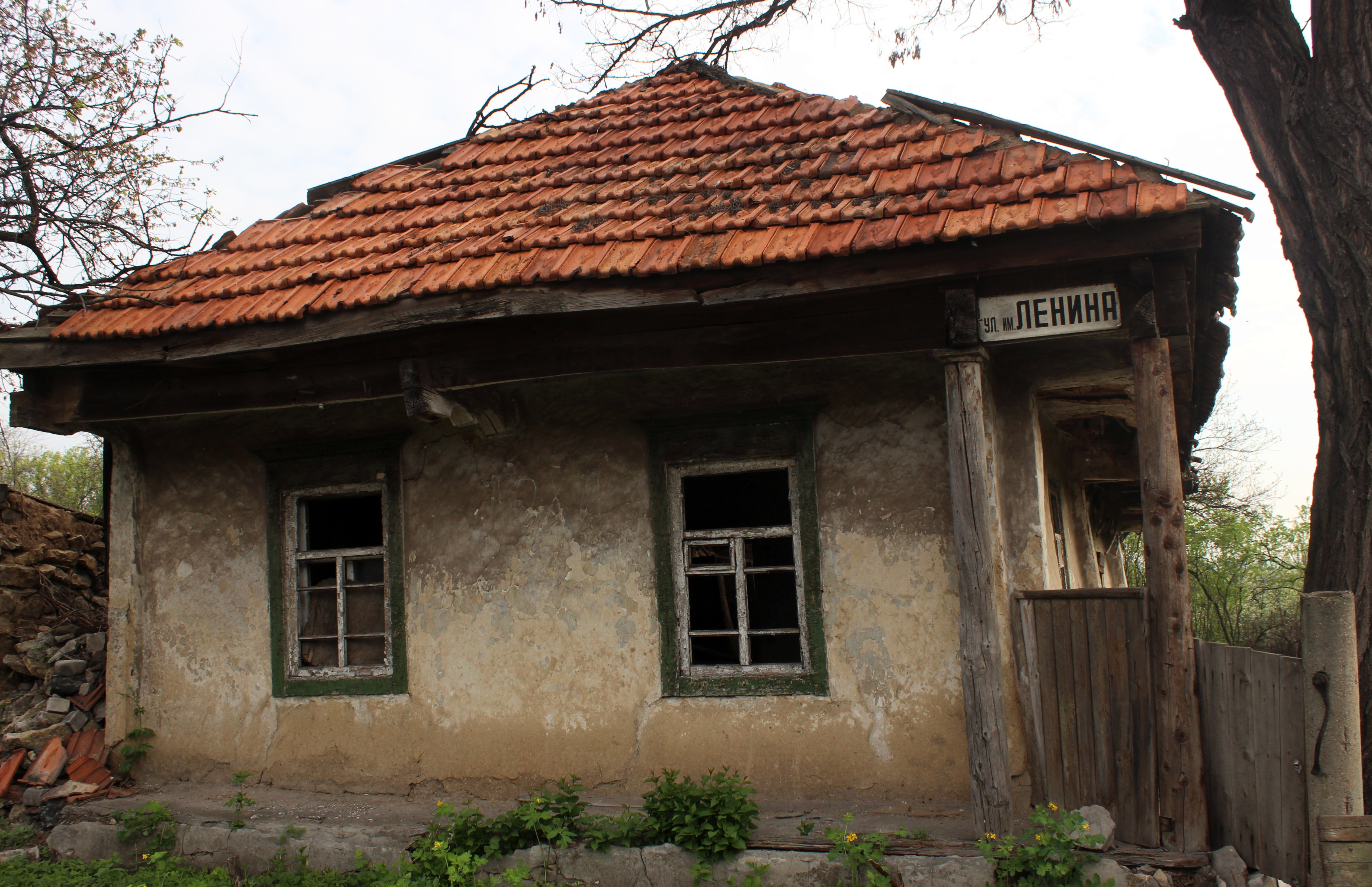
Покинутий будинок
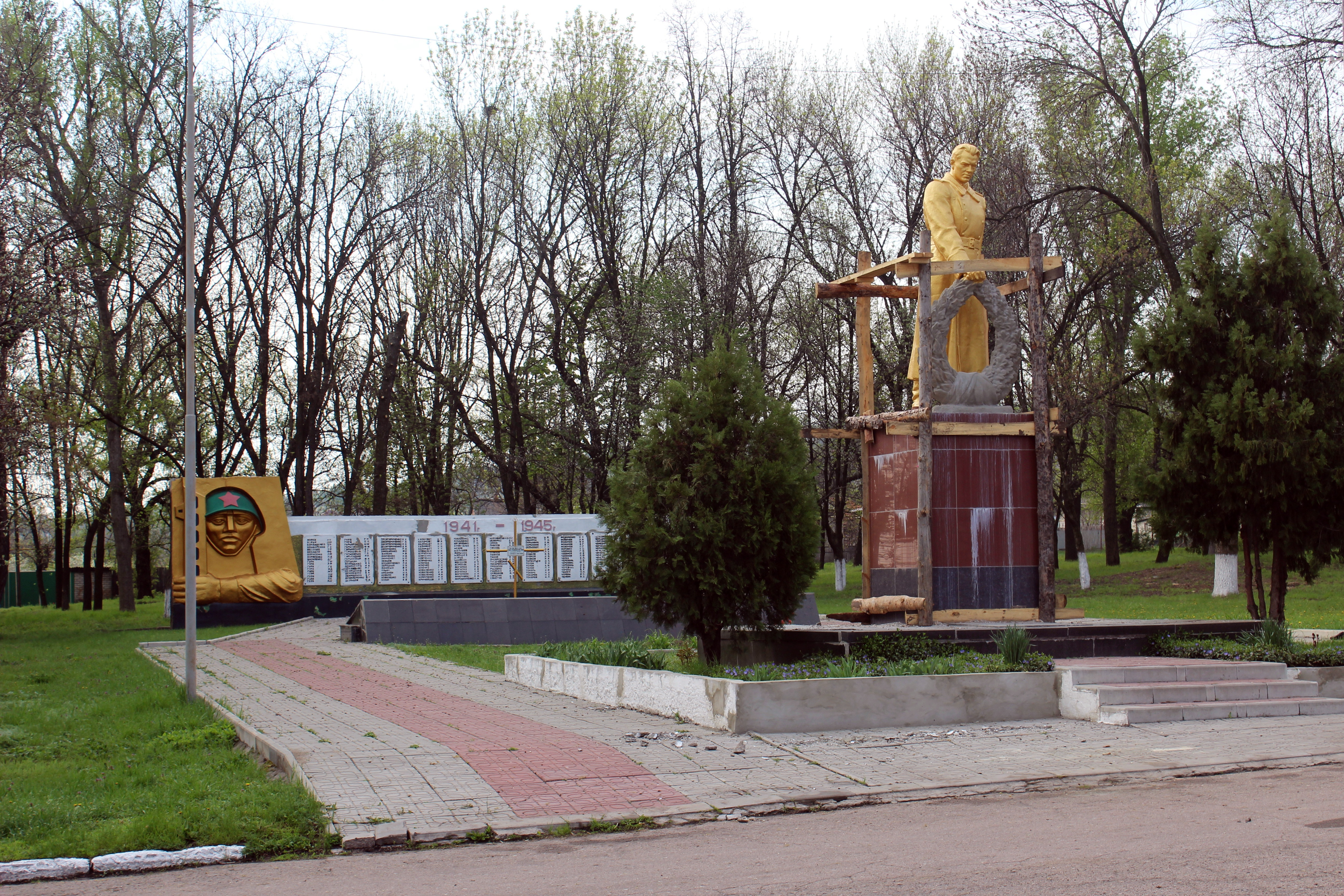
Меморіал
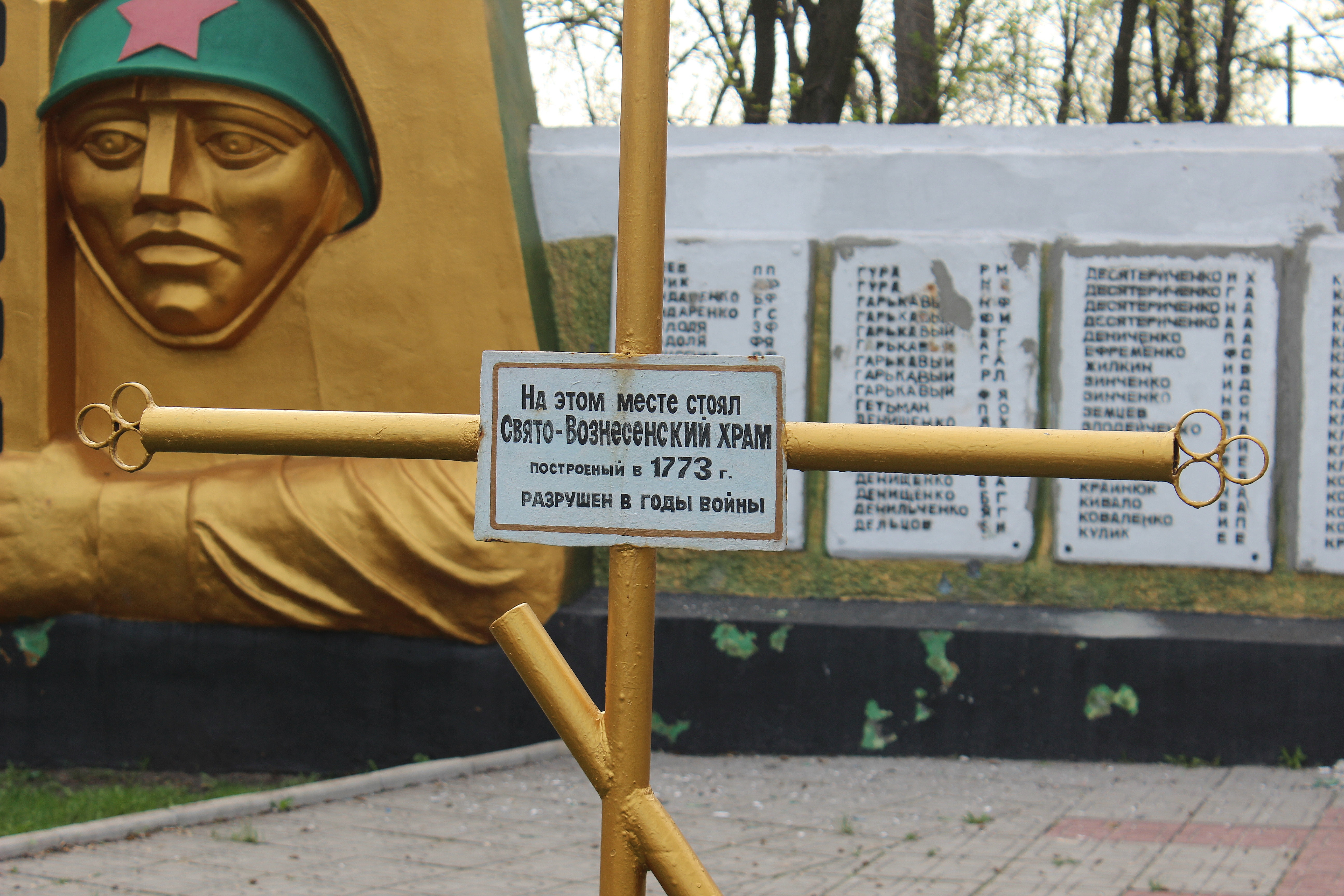
тут був храм
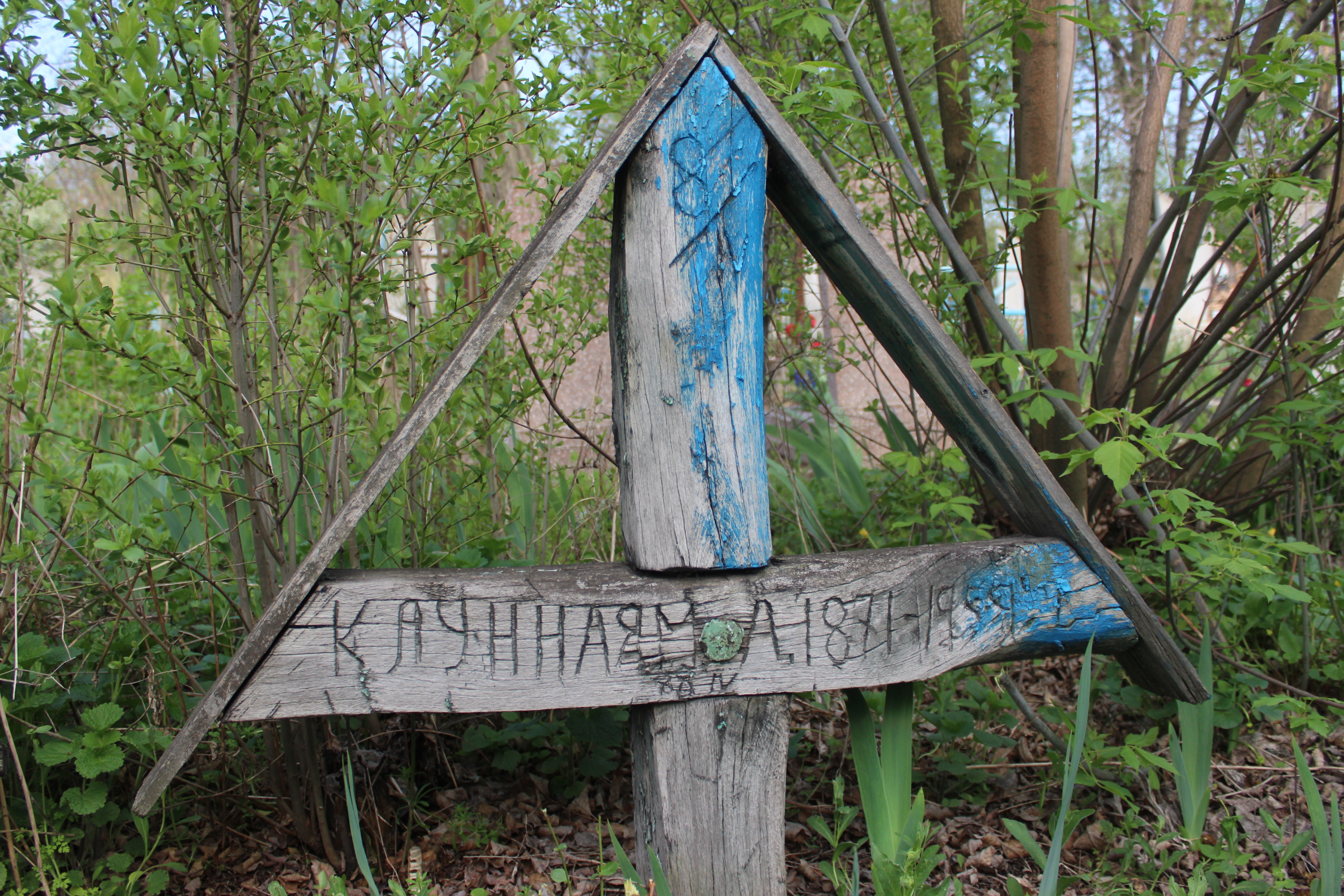
Цвинтар "Казенний"
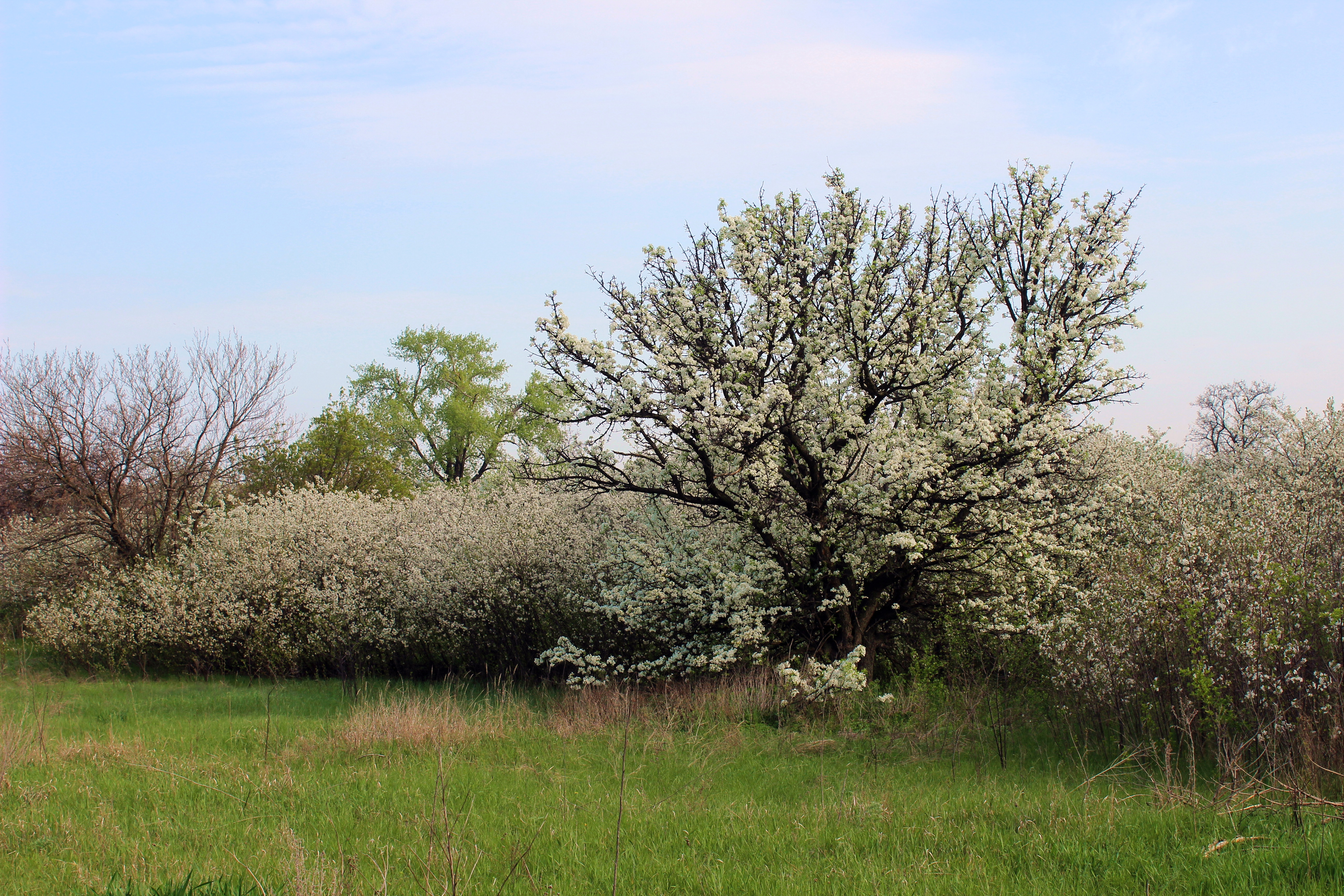
весна 2019
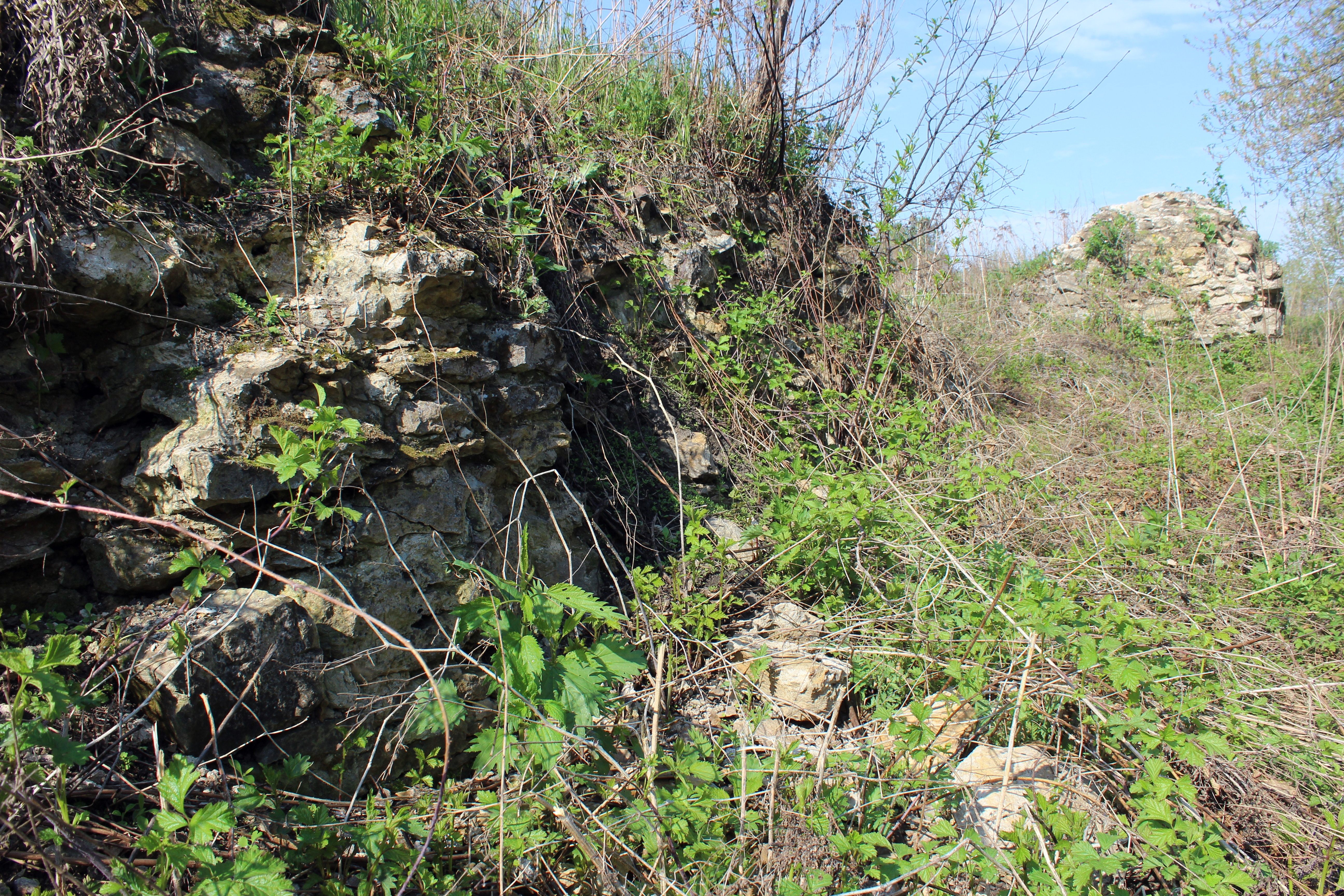
залишки млина
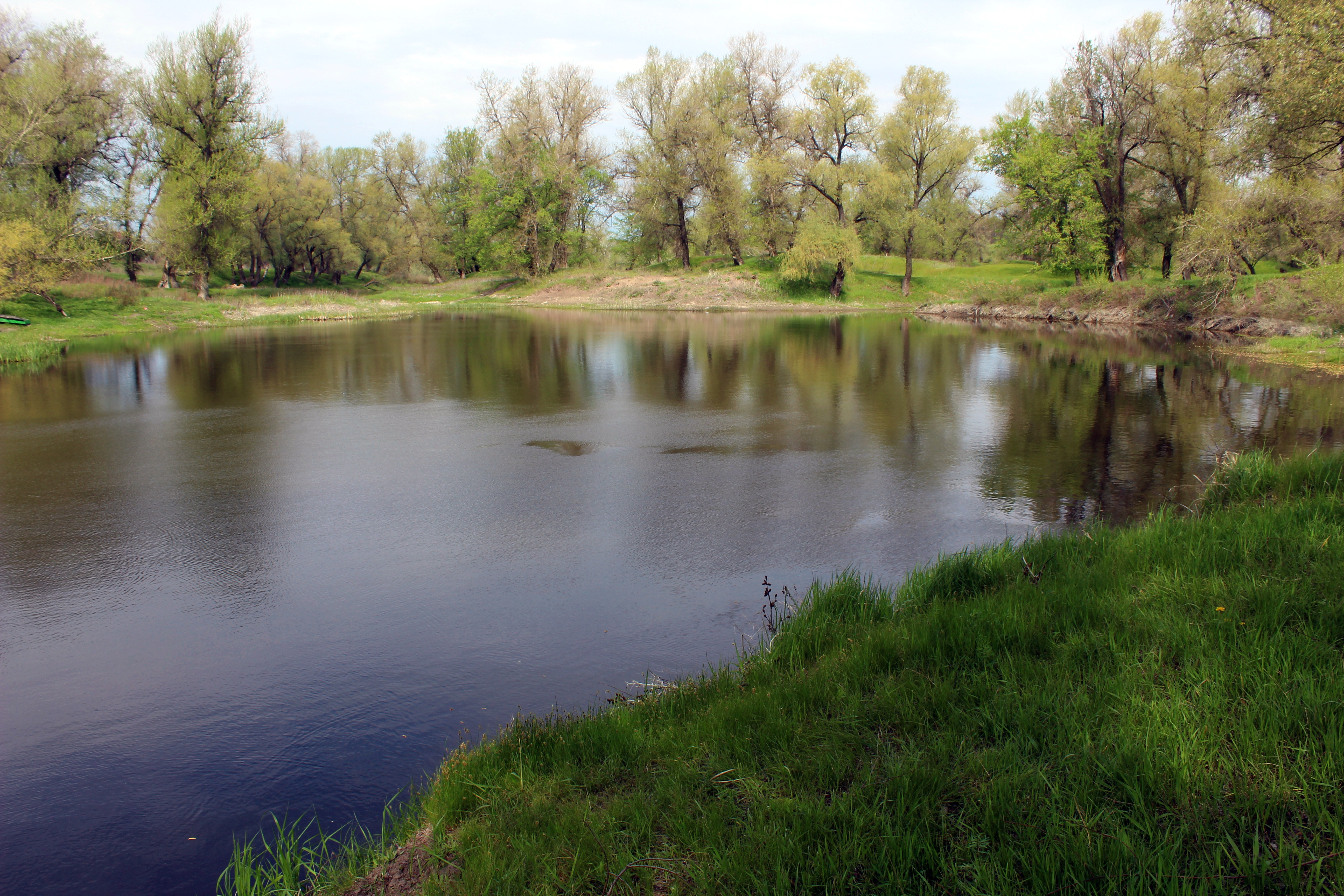
омут
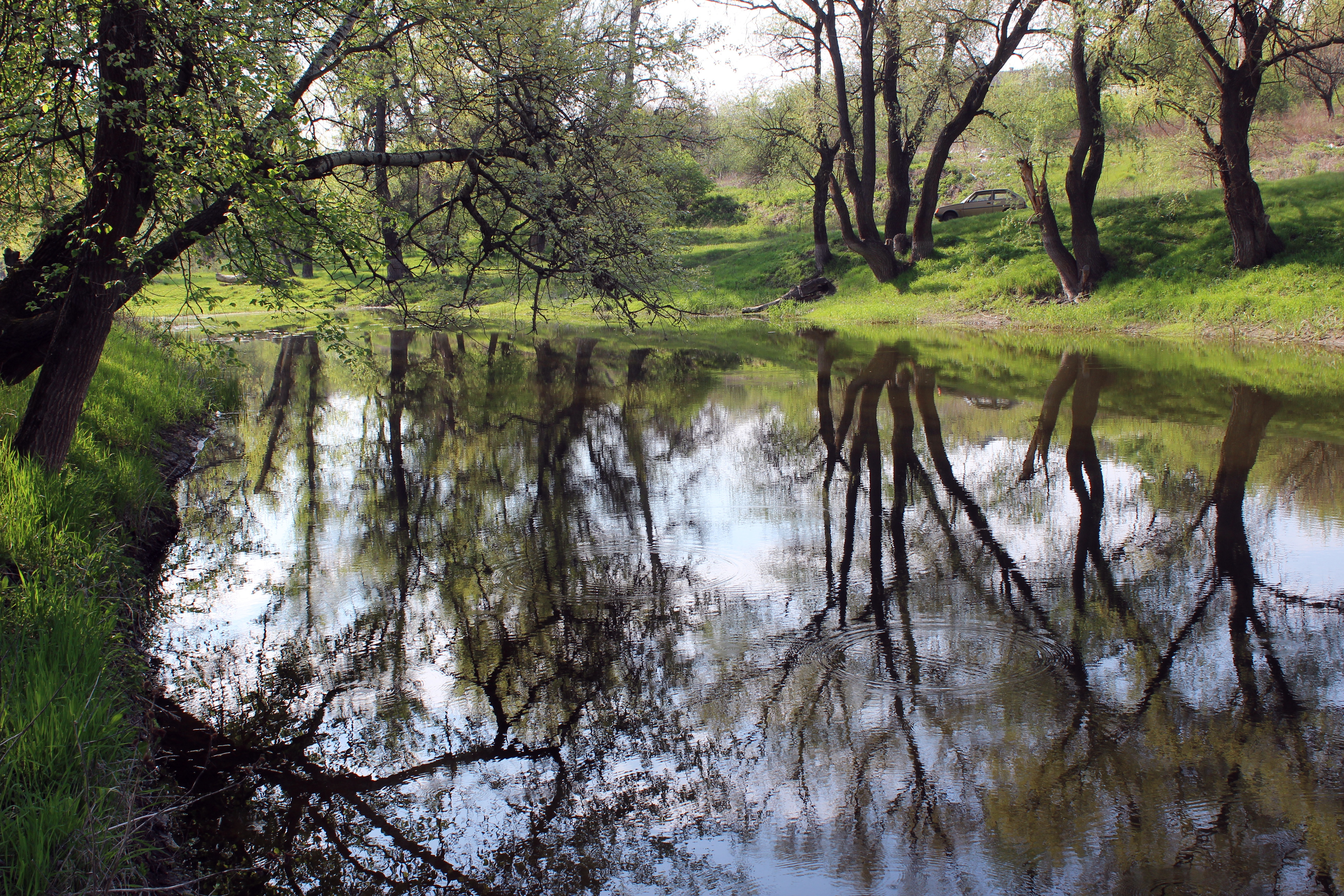
річка
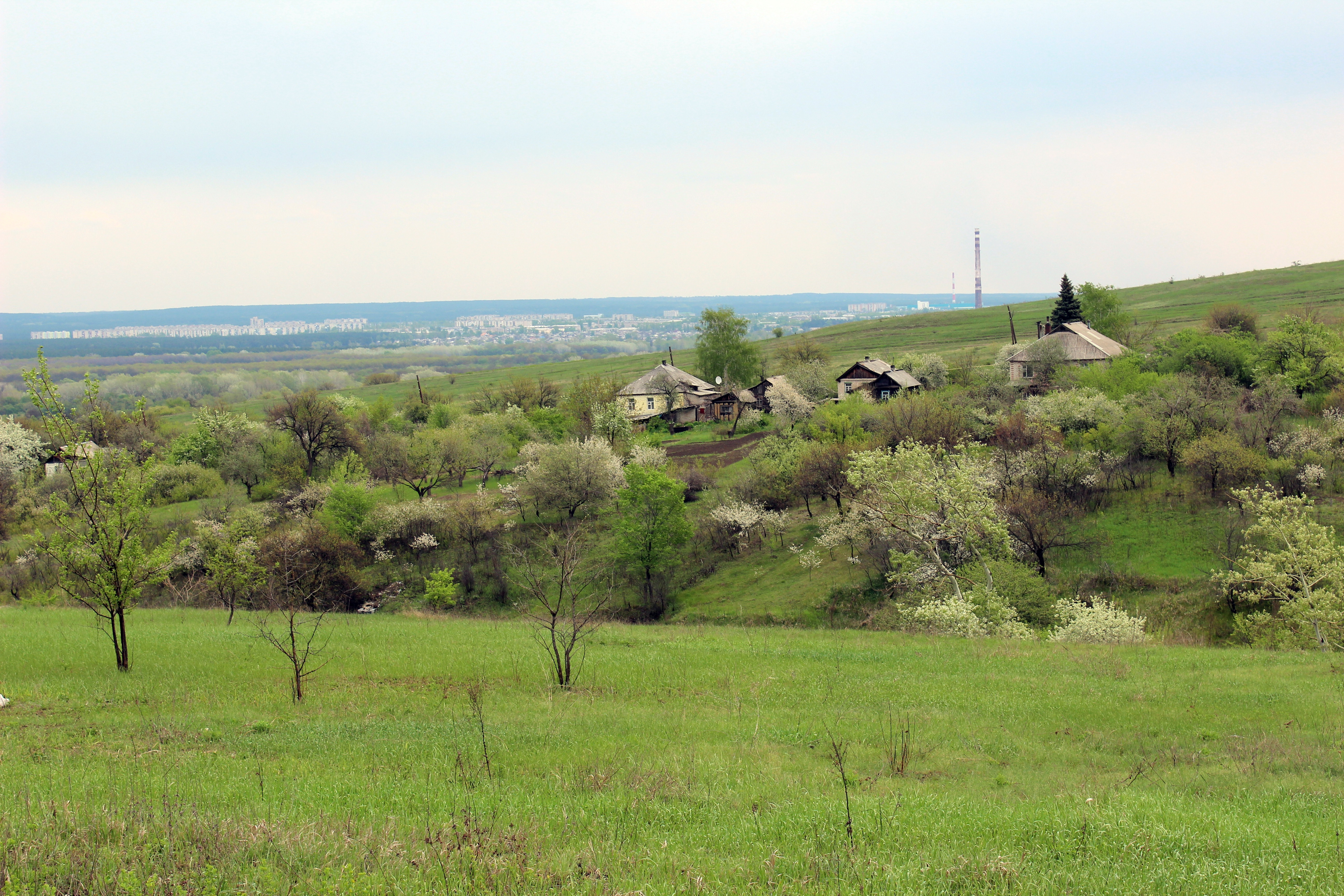
вулиця
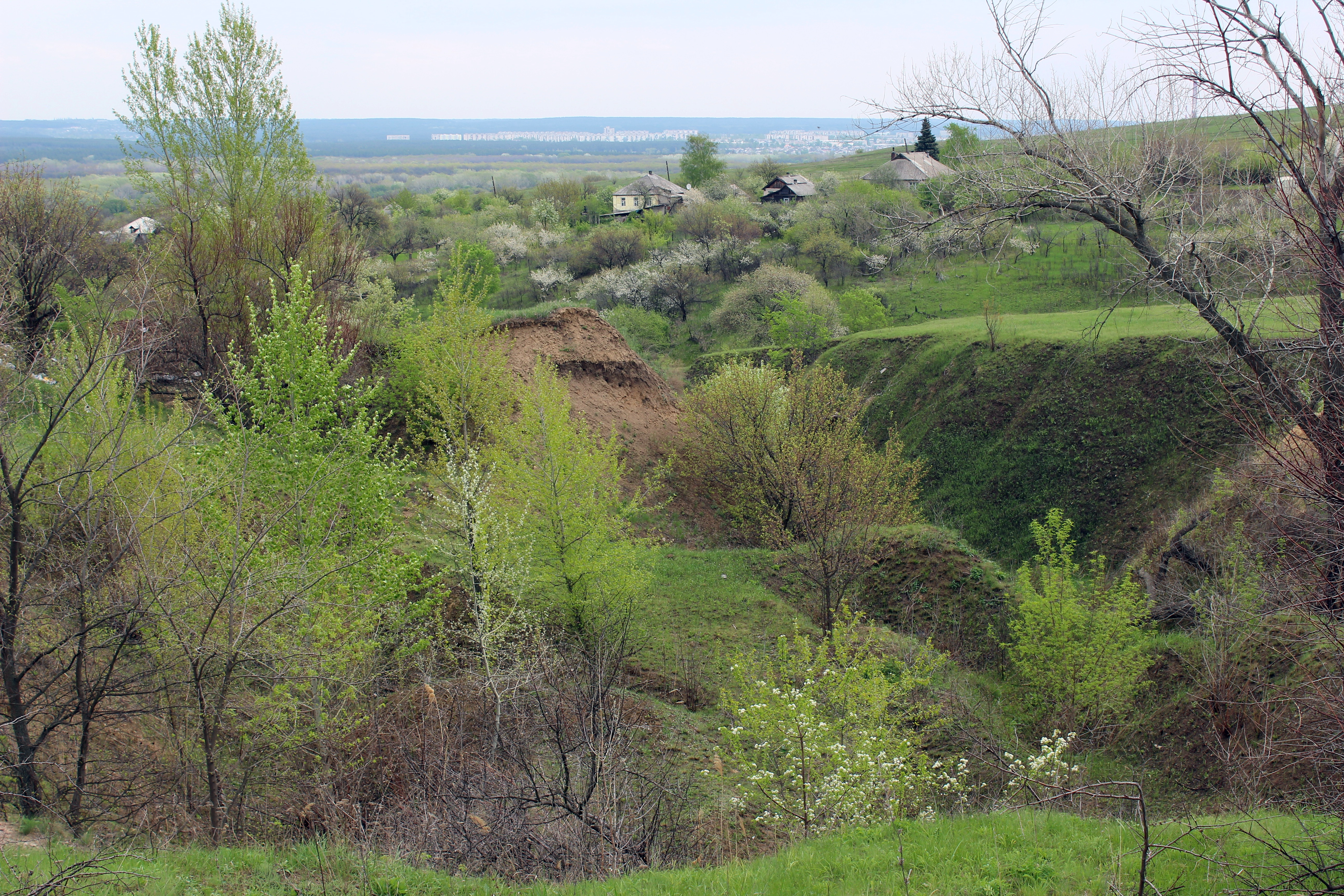
ярок
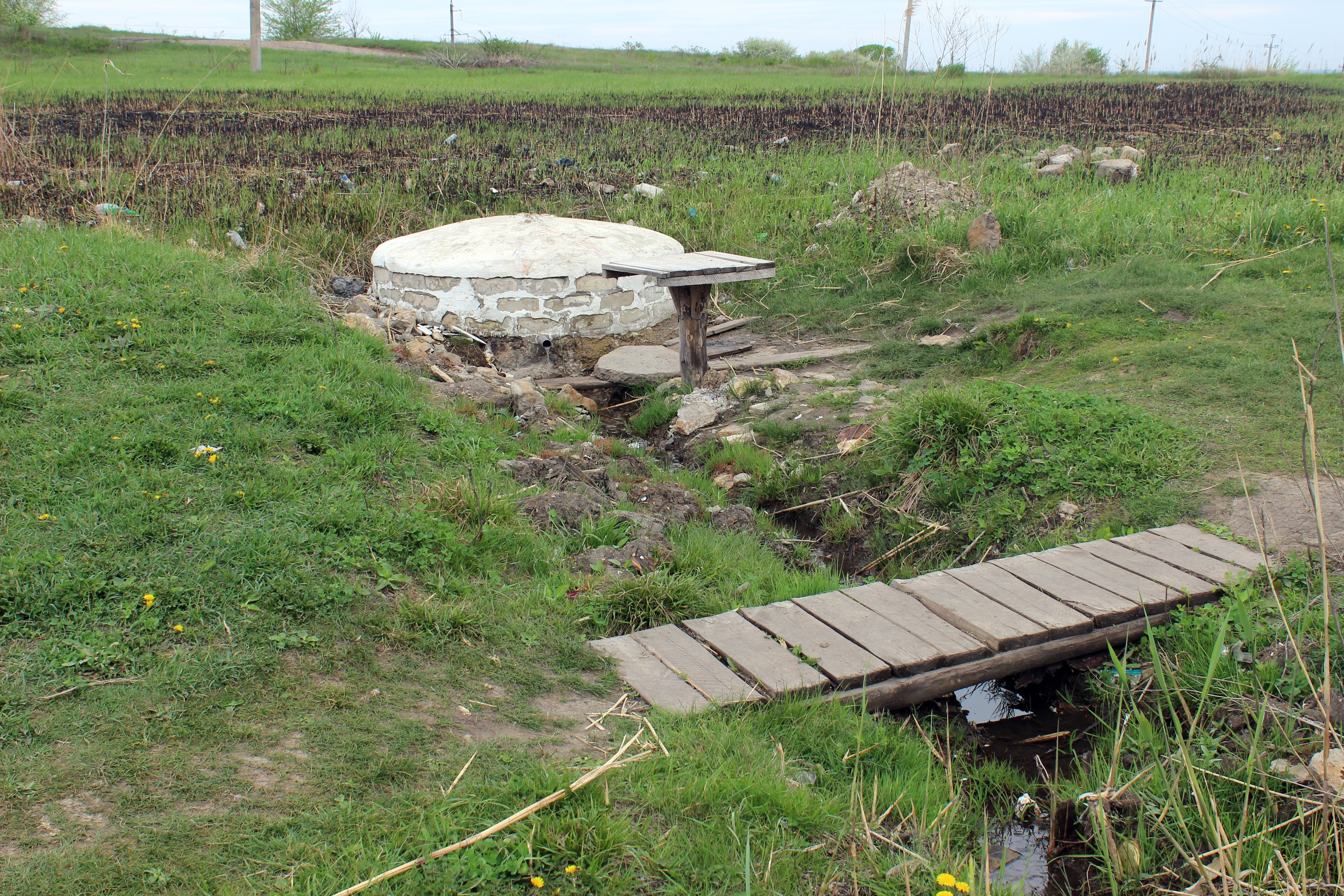
джерело
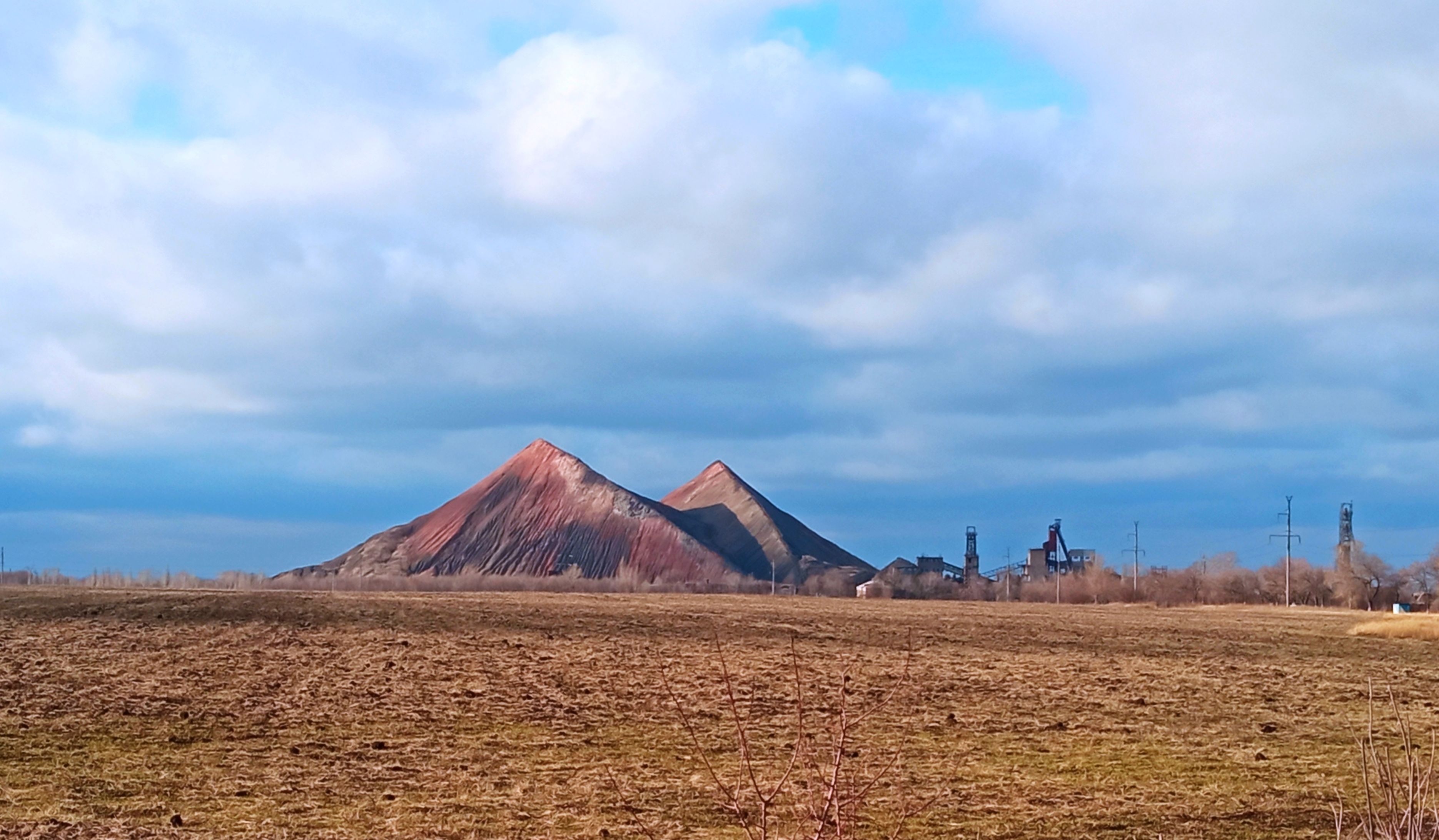
Терикони шахти Привільнянська